# Plan (Isère)
Plan település Franciaországban, Isère megyében. Lakosainak száma 296 fő (2022. január 1.). Plan Saint-Paul-d’Izeaux, Sillans, La Forteresse, Izeaux, Saint-Étienne-de-Saint-Geoirs és Saint-Geoirs községekkel határos.

## Népesség
A település népességének változása:
| Lakosok száma | 125  | 147  | 184  | 221  | 255  | 256  | 261  | 271  | 279  | 296  |
|               | 1968 | 1982 | 1990 | 2006 | 2013 | 2015 | 2017 | 2019 | 2020 | 2022 |